# Ralf-Peter Hemmann
Ralf-Peter Hemmann (n. 8 decembrie 1958, Dresda, RDG) este un gimnast artistic ce a reprezentat Republica Democrată Germană, medaliat olimpic. A participat la o ediție a Jocurilor Olimpice (1980) în care a câștigat o medalie de argint.

## Participări
Lista de mai jos prezintă principalele competiții la care a participat Ralf-Peter Hemmann de-a lungul carierei.
- gymnastics at the 1980 Summer Olympics – men's artistic team all-around[*]